# Герб Сіднея
Герб міста Сідней був прийнятий міською радою в 1996 році. Він містить спрощені версії частин попереднього герба.
| Прапор Австралії | Це незавершена стаття про Австралію. Ви можете допомогти проєкту, виправивши або дописавши її. |